# Johann Wilhelm Hittorf
Johan Wihelm Hittorf (né le 27 mars 1824 à Bonn, mort le 28 novembre 1914 à Münster) est un physicien et chimiste allemand. Il est connu pour ses travaux sur la migration des électrolytes (1859), l’étude quantitative de l’allotropie des ions métalliques (1865) et la caractérisation des rayons cathodiques (1869).

## Biographie
Après des études secondaires au lycée de la Bonngasse, Hittorf part étudier en 1842 les sciences physiques et les mathématiques à l’Université de Bonn, avec un semestre d'étude à Berlin. En 1846, il y soutient sa thèse de doctorat, relative à la théorie polaire des sections coniques (Proprietales sectionum conicarum ex æquatione polari deductæ) sous la direction de Julius Plücker.
Hittorf est par la suite pressenti par le ministère prussien de l'Instruction publique pour reprendre la chaire de physique et chimie de l’Académie royale de Münster. En août 1847, après la soutenance de son habilitation, consacrée à des recherches expérimentales sur les phénomènes galvaniques dans les oxydes des métaux nobles, son recrutement n'est plus envisagé par la Faculté de philosophie. En 1856, après avoir refusé une chaire de physique à Berne, Hittorf devient professeur titulaire à Münster.
À Münster, Hittorf se consacra d’abord à l’interprétation de la conductivité électrique. Ses recherches sur le comportement physico-chimique de certains sulfures (sulfure d'argent et de cuivre) convainquent Hittorf que ces ions ne conduisent pas le courant de la même manière que les métaux, mais par transport d'électrolytes. On lui doit ainsi la distinction entre les mécanismes de conduction, et l’éclaircissement de la notion de « conduction propre » introduite précédemment par Faraday. Sa familiarité avec les phénomènes électriques permet à Hittorf d'observer les déplacements d’équilibre entre les concentrations de Cu2S et de CuS en solution aqueuse, 16 ans avant que Guldberg et Waage ne formulent la loi d'action de masse. Grâce à des recherches sur la conductimétrie, en particulier sur les sels de phosphore et de sélénium, Hittorf parvient à préciser les circonstances d’apparition de l’allotropie de certains éléments chimiques : il établit notamment que la transition de structure amorphe – cristallin est en tous points analogue aux changements d'états, qu'elle intervient à une température déterminée et absorbe une quantité d'énergie caractéristique.
De 1853 à 1859, Hittorf multiplie les découvertes sur la mobilité des électrolytes. Il avait constaté des écarts de concentration aux électrodes et les interpréte par la différence de vitesse des ions. Par une série de mesures, il parvient à assigner à chaque ion dans un sel un nombre de transport ionique, encore appelé Hittorfsche Überführungszahl dans les pays germanophones. Ces travaux ont donné lieu à une vive controverse avec d'autres physiciens.
Hittorf et Plücker se sont consacrés à l'étude des lampes à décharge, car elles permettent une étude spectroscopique plus précise que les spectres de flamme. La spectroscopie des lampes à gaz permit notamment à Hittorf de constater que les variétés allotropiques d'un même métal ont des spectres différents.
Ce sont d'ailleurs aussi Plücker et Hittorf qui ont fait reconnaître l'importance du tube de Geissler et de la bobine de Ruhmkorff.
Hittorf prolonge les travaux engagés autrefois par Faraday sur les phénomènes de conduction électriques dans les gaz raréfiés, grâce à des tubes à décharge de différentes formes équipés de voltmètres : les « tubes de Hittorf ».
Hittorf observe en 1868-69 le masquage par un obstacle opaque de la fluorescence sur l'ampoule et établit ainsi la propriété caractéristique des rayons cathodiques et de leur propagation rectiligne en l'absence de champ magnétique, découverte qui constitue une avancée décisive dans l'invention du tube à rayons X  et à rayon cathodique. Hittorf lui-même évoque en 1869 « la trajectoire rectiligne ou rayonnement du scintillement ». La distorsion caractéristique de l'ombre portée dans un champ magnétique conduit Hittorf à dresser un parallèle avec la conduction électrique dans les solides.
Les travaux de Hittorf sur les décharges gazeuses sont passés « pratiquement inaperçus » ; dix ans plus tard, William Crookes s'emploie finalement à décrire les phénomènes que Hittorf avait observés, et Eugen Goldstein forge en 1876 le concept de rayon cathodique : cette source de rayonnement, grâce aux lampes mises au point vers 1894 par Philipp Lenard, va permettre à Thomson de s'affranchir des lampes de Hittorf.
En 1879, la réorganisation de l'Académie, dont il avait été l'un des principaux artisans, lui permet d'alléger le volume de ses cours grâce à une chaire de chimie adaptée. Friedrich Paschen est l'assistant de Hittorf au cours du semestre d'hiver 1888-89. Hittorf était ami de l'africaniste Heinrich Barth. C'est entre autres aux recherches de Hittorf que l'Académie de Münster doit sa réputation.